# Leif Stenström
Leif Östen Stellan Stenström, född 8 maj 1928 i Göteborg, död 11 december 2000 i samma stad, var en svensk målare, grafiker och Göteborgskonstnär.
Han är sedan 1951 gift med Sonia Elin Lisbeth Axelsson. Stenström studerade för Børge Hovedskou vid Börge Hovedskous målarskola i Göteborg. Han medverkade några gånger i Nationalmuseums utställning Unga tecknare och Liljevalchs Stockholmssalonger (senare vårsalongen) samt han var en flitig utställare i Göteborgs konstförenings Decemberutställningar på Göteborgs konsthall sedan 1955 och flera samlingsutställningar på Galleri Majnabbe, som är Göteborgs konstnärsklubbs medlemsgalleri. Senare under sitt liv var han aktiv i Göteborgs Konstnärsklubb och fick kamratstipendiet 1998 för sin gärning som kassör. Hans konst består i någon mån av stilleben, figurkompositioner och interiörer men han var huvudsakligen verksam med landskapsskildringar. Bilderna är oftast organiserade i vertikala plan, koloristiska och lyriska. “Leif Stenström är lyrikern i församlingen. Han bygger sina landskap med knappa rörelser och en färg som kan minna om Erland Brands kolorit” G. Andrén, Ny Tid 11/12 1959. Två oljemålningar Landskap II (1956) och Berg (1957) har inköpts till Göteborgs kommun.